# Viktor Kaplan

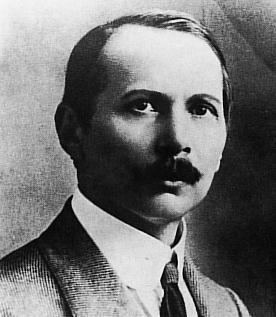
Viktor Kaplan

Viktor Kaplan (Mürzzuschlag, 27 de noviembre de 1876 - 23 de agosto de 1934), fue un ingeniero austriaco reconocido por sus trabajos en las turbinas de hélices dentro de la hidráulica.
Hijo de un ferroviario, fue educado en Viena y en 1895 ingresó en su Universidad Técnica donde estudió ingeniería civil y se especializó en motores diésel. Prestó el servicio militar (1900-1901) en Pula.
Después de trabajar y especializarse en motores en Viena, se trasladó a la Universidad Técnica de Brno, como investigador en el instituto de ingeniería civil y trabajando como profesor desde 1909. La finalidad de sus investigaciones fue inventar un modelo que funcionase a grandes velocidades en pequeños desnivéles hidráulicos y con medias y grandes cargas, donde el resto de los modelos de turbinas fallaban. En 1912 publicó su más brillante e importante trabajo: las Turbinas Kaplan, un tipo nuevo de turbinas de agua axiales con rotor en forma de hélice y un sistema propio de orientación que permitían obtener una gran cantidad de energía eléctrica en pequeños desniveles.

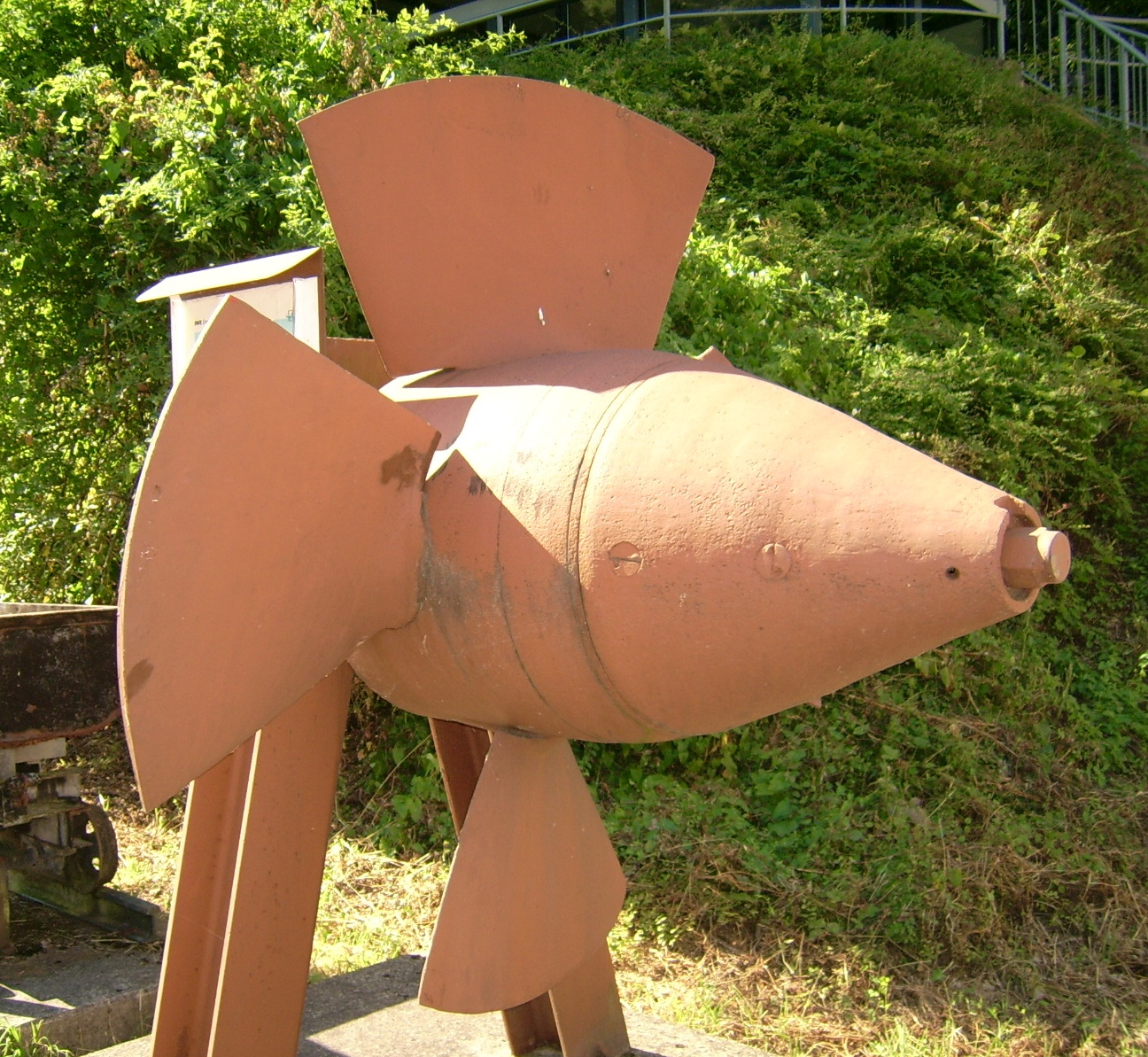
Modelo de turbina Kaplan de 1928.

El nuevo sistema causó sensación, aunque la mayoría de los fabricantes consideraron en un inicio que el modelo teórico no era posible llevarlo a la práctica. Durante el primer año Kaplan registró cuatro patentes de diversas turbinas. Con el tiempo, el nuevo modelo se fue imponiendo, sobre todo en las pequeñas centrales eléctricas. El primer destino de un modelo productivo fueron unas empresas textiles en Austria en 1918. Fue nombrado doctor honoris causa por varias universidades.